# Maná (álbum)
Maná es el primer álbum homónimo -y tercero en general, contando los dos discos editados anteriormente por el grupo Sombrero Verde- de la banda de Rock/Pop mexicana Maná. Fue lanzado a la venta el 12 de mayo de 1987.

## Lista de canciones
| N.º   | Título                 | Escritor(es)                | Duración |  |
| 1.    | «Robot»                | Fher Olvera                 | 3:15     |  |
| 2.    | «Mentirosa»            | Fher Olvera · Álex González | 3:48     |  |
| 3.    | «Bailando»             | Fher Olvera                 | 3:38     |  |
| 4.    | «México»               | Fher Olvera                 | 2:51     |  |
| 5.    | «Entré por la ventana» | Fher Olvera · Álex González | 3:25     |  |
| 6.    | «Cayó mi nave»         | Fher Olvera                 | 4:12     |  |
| 7.    | «Mueve tus caderas»    | Fher Olvera · Álex González | 3:55     |  |
| 8.    | «En la playa»          | Fher Olvera                 | 3:48     |  |
| 9.    | «Lentes de sol»        | Fher Olvera                 | 3:18     |  |
| 10.   | «Queremos paz»         | Fher Olvera                 | 3:04     |  |
| 35:20 |                        |                             |          |  |

## Integrantes
- José Fernando (Fher) Olvera: voz, guitarra acústica y guitarra eléctrica
- Juan Calleros: bajo
- Ulises Calleros: guitarra eléctrica, coros
- Alejandro González: batería, coros

### Músicos invitados
- Diego Herrera: saxo
- Juan Carlos Toribio: teclados
- Carlos García y Guillermo López: trompetas
- Beto Domínguez: percusiones
- Sergio Wibo: solo de guitarra en Bailando
- Nando Hernández: bajo de sintetizador en Robot
- Gabriela Aguirre y Sheila Ríos: coros

## Personal
- Ingeniero de grabación: Guillermo Gil
- Estudio de grabación: A & B Lagab Ciudad de México
- Grabaciones adicionales: Horacio Higgins Saldivar y Carlos Ceballos
- Ingeniero de mezcla: Paul Mckenna
- Estudio de mezcla: Metrópolis Recorders Studio City California
- Ingeniero de corte: Frank De Luna

## Otros lanzamientos
| Año  | Título                               | Información                |
| ---- | ------------------------------------ | -------------------------- |
| 1995 | Maná: La Historia de Rock en español | Primer relanzimiento       |
| 2001 | Sólo Para Fanáticos                  | Con Pablo Milanés          |
| 2001 | Combinaciones Premiadas              | Con Los Enanitos Verdes    |
| 2007 | Crónicas: Maná                       | Reissue                    |
| 2010 | Maná                                 | Más reciente relanzamiento |